# Edward Szwejnic

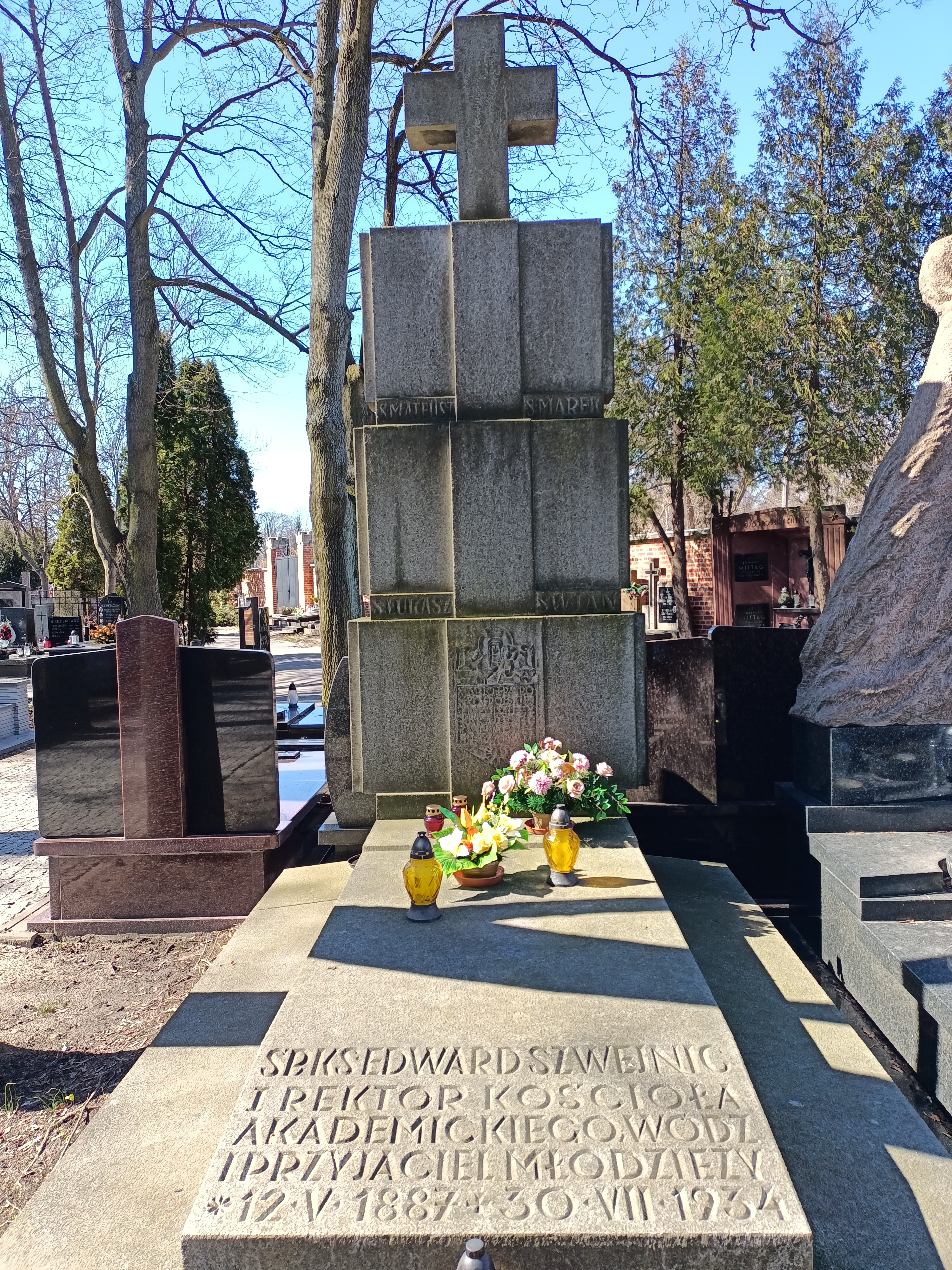
Grób księdza Edwarda Szwejnica na cmentarzu Powązkowskim

Edward Szwejnic (Schweinitz) (ur. 12 maja 1887 w Mińsku, zm. 30 lipca 1934 w Warszawie) – polski duchowny rzymskokatolicki, pedagog, pierwszy oficjalny duszpasterz akademicki w Warszawie.

## Życiorys
Ojciec Edwarda Szwejnica, Edward Schweinitz, był ewangelikiem niemieckiego pochodzenia, matka, Franciszka z Chodkiewiczów była Polką i katoliczką.
Po zdaniu matury w rosyjskim gimnazjum w Mińsku w 1905 roku Edward Szwejnic wstąpił do wyższego seminarium duchownego archidiecezji mohylewskiej w Petersburgu. Następnie studiował filozofię i teologię na uniwersytecie w Innsbrucku. Tam otrzymał 26 lipca 1910 roku święcenia kapłańskie. W 1912 roku, po śmierci ojca przerwał studia i wrócił do Mińska. W 1913 roku został wikariuszem kolonii niemieckiej w Samarze, pod koniec tego roku – w Petersburgu. W 1914 roku został prefektem petersburskich polskich i rosyjskich szkół średnich. Uczył etyki. Był kapelanem Polskiego Towarzystwa Gimnastycznego „Sokół”. Zakładał organizacje szkolne i charytatywne, tworzył drużyny harcerskie. Był członkiem powołanej w 1915 roku piotrogrodzkiej komendy harcerskiej oraz członkiem zarządu Stowarzyszenia Nauczycieli Polskich. W 1917 roku, jako członek komendy harcerskiej zainicjował tworzenie kół polskiej młodzieży robotniczej, w których na cotygodniowych spotkaniach omawiano dzieje Polski i uczono pieśni patriotycznych.
Po krótkim pobycie w Warszawie w 1918 roku wrócił do Mińska, gdzie objął pozycję prefekta w gimnazjach oraz wykładowcy homiletyki, katechetyki i pedagogiki w miejscowym seminarium duchownym. Zorganizował tam Polski Związek Młodzieży Katolickiej „Iuventus Chritiana”, został komendantem tamtejszej chorągwi harcerskiej. Po ponownym opuszczeniu Mińska, spowodowanym zajęciem miasta przez wojska radzieckie, wrócił tam zaraz po wkroczeniu Wojska Polskiego 8 sierpnia 1919 roku. Zasiadał w zarządzie Towarzystwa im. Józefa Piłsudskiego w Mińsku. Był inspektorem Okręgu Mińskiego ZHP, redaktorem czasopisma „Młodzież Kresowa”. Tamże zorganizował w styczniu 1920 roku wielki zjazd młodzieży katolickiej. W czasie wojny polsko-bolszewickiej od 14 lipca 1920 roku był kapelanem Frontu Północnego.
Po wojnie, na własną prośbę 28 sierpnia 1920 roku osiadł w Warszawie, gdzie objął pozycję wikariusza w parafii Nawiedzenia Najświętszej Marii Panny w Warszawie, jednocześnie został prefektem w wielu warszawskich gimnazjach. Mieszkał przy ul. Przyrynek 2. 30 stycznia 1921 roku powołał Koło Młodzieży Ziemi Mińskiej, które 3 grudnia tego roku zostało przekształcone w Stowarzyszenie Katolickiej Młodzieży Akademickiej Iuventus Christiana, które stało się najprężniejszą katolicką organizacją akademicką w Warszawie, a jednocześnie pierwszą w środowisku akademickim organizacją religijną o koedukacyjnym charakterze. W 1923 roku uzyskał na Uniwersytecie Warszawskim stopień magistra teologii.
Arcybiskup Aleksander Kakowski mianował go 4 stycznia 1928 roku rektorem kościoła św. Anny, przeznaczonego na kościół akademicki. Stał się tym samym pierwszym oficjalnym duszpasterzem akademickim w Warszawie. Utworzył organizację studencką „Pomoc Bliźniemu” i Komitet Młodzieży przy Duszpasterstwie Akademickim. Zorganizował Związek Akademickich Stowarzyszeń Katolickich oraz Akademicki Chór „Ambrosianum”. Zainicjował wydawanie pism „Iuventus Christiana” (w 1929 roku) i „Młodzież Katolicka” (w 1932 roku). Był pomysłodawcą Akademickich Ślubów Jasnogórskich. W 1932 roku Episkopat Polski delegował go jako swego przedstawiciela na sesję Państwowej Rady Wychowania.
W 1934 roku zrezygnował z funkcji prefekta i instruktora. Zmarł na nowotwór układu pokarmowego. Został pochowany na cmentarzu Powązkowskim (kwatera g-3-3/4).